# Страсть между женщинами: британская лесбийская культура 1668—1801
Страсть между женщинами: британская лесбийская культура 1668—1801 (англ. Passions Between Women: British Lesbian Culture 1668-1801) — научная монография Эммы Донохью, в которой собраны письменные описания лесбийских отношений в Британии раннего Нового времени. Впервые опубликована в Великобритании в 1993 году издательством Scarlet Press и переиздана в США в 1996 году издательством Harper Perennial. 
В книгу вошли материалы из различных литературных жанров (романы, пьесы, поэзия, исторические очерки и биографии), а также нелитературные источники, такие как медицинские труды, криминальные записи, газеты, письма и дневники. Самая ранняя работа, включённая в сборник, — «Монастырь удовольствий» (1668) Маргарет Кавендиш, а самая поздняя — «Белинда» (1801) Марии Эджуорт. Другие примеры включают отношения между королевой Анной и Сарой Черчилль; «женщина-муж» Сэмюэл Банди/Сара Пол; отношения Софии Бэддели с Элизабет Стил; и трагедию «Королева Екатерина, или Руины любви» (1698) Мэри Пикс. Донохью разделяет свои примеры на четыре основные темы: размывание гендерных различий, дружба, секс и сообщество.
Книга Донохью отличается от более ранней книги Лилиан Фадерман «Превзойти любовь мужчин» (англ. Surpassing the Love of Men, 1981), подчёркивая возможность сексуальных отношений между женщинами, а не только более деликатных «романтичных дружеских отношений», описанных Фадерман. В книге также оспаривается идея о том, что лесбиянки не имели общей сексуальной идентичности и редко фиксировали своё присутствие в письменной форме до XIX века.